# Stormvloed van 1877
In de nacht van 30 op 31 januari 1877 woedde een zware storm in het Noordzeegebied. Er vielen slachtoffers in het Verenigd Koninkrijk, Nederland en Duitsland. De Westpolder en de Reiderwolderpolder in het noorden van Groningen overstroomden, waarbij respectievelijk 14 en 37 mensen verdronken.

## Westpolder
De Westpolder, ten noorden van Vierhuizen, ligt op de grens van de voormalige Lauwerszee en de Waddenzee. De polder werd aangelegd in de jaren 1873 tot 1876. Bij de aanleg verdronken bij een eerdere vloed 13 polderwerkers.  
In de nacht van 30 op 31 januari 1877 werd de polder getroffen door een stormvloed, waarbij 14 mensen omkwamen; al uren voor het water de hoogste stand zou bereiken spoelde het water al over de dijk. Op twee plaatsen tegelijk brak de dijk en in een paar uur stond de gehele polder onder water. De toestand was het ergst in de arbeiderswoningen met halfsteensmuren. Sommige huizen stortten in met de bewoners die op de daken waren gaan zitten. Anderen trachtten de boerderijen te bereiken, maar dit gelukte niet allen. Met boten vanuit Zoutkamp werden de polderbewoners met grote moeite de volgende dag gered. Van sommige gezinnen overleefde niemand de ramp. Dertien doden werden in een gezamenlijk graf te Vierhuizen begraven. Het veertiende slachtoffer, een meisje dat op bezoek was in de polder werd te Houwerzijl begraven. In 1931 werd een eenvoudig monument opgericht ter herinnering aan de ramp. 
In het naburige Zoutkamp hielden de dijken het weliswaar maar toch kwamen ook hier nog twee mensen, een man en een vrouw om het leven.

## Reiderwolderpolder
Bij Nieuwe Statenzijl waren zowel aan de Nederlandse als aan de Duitse kant van de grens grootschalige inpolderingen aan de gang. De dijken konden de hoge golven niet verwerken. De doorbraak bij Nieuwe Statenzijl wordt beschreven in een boekje uit 1906 van J. Bakker uit Drieborg die ooggetuige is geweest van de ramp. Hij meldde dat de wind tegen de avond van de 30e januari overging tot een orkaan en dat de Dollard gelijk een briesende leeuw werd. Het werkvolk kende de aard van de Dollard niet en zag volstrekt niet in wat hen te wachten stond. Ze vluchtten dan ook niet voor het water reeds over de dijken sloeg. Tegen 11 uur ’s avonds kon de sluis het zeewater niet meer trotseren en had de sluiswachter, die pas veertien dagen de nieuwe sluiswachterswoning had betrokken, met nog 16 personen de wijk genomen in het peilhuisje. Rondom het peilhuisje werd alles weggeslagen, de sluis en de sluiswachterswoning werden met de grond gelijk gemaakt. Met angstige spanning werd het aanbreken van de dag afgewacht. Het schouwspel was toen allerdroevigst aldus het relaas van de heer Bakker Alle woningen waren weggespoeld: het als ’t ware onvergankelijke zijlhuis, de sluis, de dijken, zowel aan Hollandsche
als aan Duitsche zijde. Toen men naderhand op onderzoek zoek uitging werden 35 lichamen gevonden van mannen, vrouwen en kinderen. Vrouwen hadden hun kinderen nog in de armen gekneld. De vloed had hen overrompeld en meegesleurd. In een grote groeve op het kerkhof te Ditzumerverlaat werden op een dag 27 slachtoffers begraven en de volgende dag nog eens acht. Twee aan de Nederlandse zijde aangespoelde lijken werden naar Nieuw-Beerta gebracht en daar begraven. Landbouwer J H Ebels heeft zich bij deze ramp erg verdienstelijk gemaakt. Hij verschafte velen onderdak in zijn schuur en voorzag hen van voedsel. 
Bij het Duitse grenskantoor tegenover Oude Statenzijl kwam een wieg aandrijven met daarin een slapend kind.

## Zuiderzeegebied
Ook de Zuiderzeekust kreeg het zwaar te verduren. Vooral de omgeving van Zwolle kende enkele dijkdoorbraken, waarbij een groot aantal huizen instortte en 260 mensen dakloos werden. Tragisch was het ongeluk met de stoomboot Willem III, onderweg van Sneek naar Stavoren. Op het meer de Fluessen braken de kajuitramen van het schip waardoor het water begon te maken. Toen ook nog het roer brak, raakte het schip vast. Hoewel het schip niet helemaal zonk verdronken er 20 mensen. De overlevenden moesten hangend in de masten of tot de borst in het water staand op de brug vijftien uur wachten tot het lukte hen te redden. Op zee kwamen bij drie scheepsrampen 31 mensen om het leven.

## Buiten Nederland
De Duitse Waddeneilanden hadden te maken met een aanzienlijke duinafslag en met ondergelopen polders. De vissersvloot van Yarmouth verloor 70 schepen, 112 mensen kwamen hierbij om. In Hull stonden grote delen van de stad onder water. In Oostende drong het zeewater de stad binnen en ondermijnde het plaveisel van de straten en deed kelders vollopen.